# Мюллеровская жидкость
Мюллеровская жидкость (также используется название «жидкость Мюллера») — консервирующая жидкость, ранее широко использовавшаяся для консервации гистологических и анатомических препаратов (тканей и органов человека и животных, особенно нервной ткани) в биологии и медицине. В настоящее время практически полностью вышла из употребления и вытеснена жидкостью Орта.

## Рецептура
Жидкость Мюллера состоит из дихромата калия (от 2,0 до 2,5%), сульфата натрия (1%) и дистиллированной воды в качестве растворителя. Раньше эту жидкость часто использовали для длительной фиксации и протравливания нервной ткани. Сейчас она в значительной степени заменена жидкостью Орта, которая состоит из дихромата калия (от 2,0 до 2,5%) и формалина (10%) в дистиллированной воде. В отличие от жидкости Мюллера, жидкость Орта не содержит сульфата натрия. Фиксаторы подобного состава нестабильны и поэтому не подлежат длительному хранению. Их следует приготовлять непосредственно перед использованием.